# Chelicere

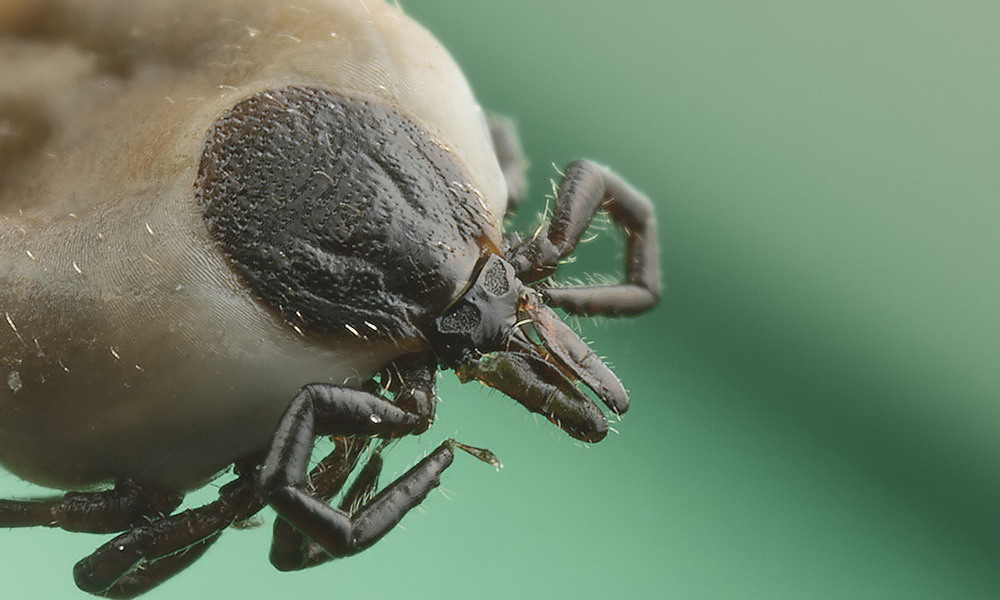
Hypostom und Cheliceren beim Gemeinen Holzbock (Ixodes ricinus)

Als Chelicere (gemeinsprachlich Chelizere) oder Kieferklaue wird das kennzeichnende Merkmal der Kieferklauenträger (Chelicerata) bezeichnet. Dabei handelt es sich um eine zu einem Mundwerkzeug umgewandelte Extremität im Kopfbereich, die vor der Mundöffnung liegt.

## Aufbau und Systematik
Die Chelicere ist primär dreigliedrig und mit einer Schere (Chela) versehen. In der Embryonalentwicklung werden die Cheliceren hinter der Mundöffnung angelegt und rücken dann später nach vorne.
Nach der traditionellen Ansicht werden die Cheliceren vom dritten Hirnteil (Tritocerebrum) mit Nerven versorgt und wären entsprechend homolog mit den zweiten Antennen der Krebse. Neuere Untersuchungen legen auch für die Chelicerata ein dreiteiliges (tripartites) Gehirn nahe. Demnach werden die Cheliceren wahrscheinlicher vom Deutocerebrum innerviert. Dementsprechend wären sie den ersten Antennen der Krebse und den Antennen der Insekten homolog.
Innerhalb der Chelicerata wird die Chelicere sowie die nachfolgende Extremität (Pedipalpus bei den Spinnentieren) auf vielfältige Weise abgewandelt. So findet sich die dreigliedrige Schere noch bei den Asselspinnen, Pfeilschwanzkrebsen, Skorpionen, Palpenläufern und Milben.
Bei den als Megoperculata zusammengefassten Geißelskorpionen, Geißelspinnen und Webspinnen besteht die Chelicere nur aus zwei Gliedern, wobei das zweite Glied gegen das erste einschlagbar ist (Pseudochela). Sie ist bei den Webspinnen außerdem mit einer großen Giftdrüse versehen, die bis weit in den Vorderkörper der Spinne (Prosoma) reichen kann. Bei den ursprünglichen Webspinnen, etwa den Vogelspinnenartigen, sind die Cheliceren nach vorne gerichtet, die Klauen sind parallel zueinander nach unten eingeklappt. Dieser Zustand wird als orthognath bezeichnet. Bei höherentwickelten Webspinnen (Echte Webspinnen, Araneomorphae) sind die Cheliceren senkrecht gestellt und zugleich nach innen gedreht. Auf diese Weise können sie zangenartig an der Basis geöffnet werden und gegeneinander arbeiten; diese Anordnung wird als labidognath bezeichnet. Bei zahlreichen Familien innerhalb der Webspinnen sind die Cheliceren mit Zähnchen versehen, die, mit der Chelicerengrube als Widerlager, ein Zerquetschen der Beute ermöglichen.
Auch die als Haplocnemata zusammengefassten Pseudoskorpione und Walzenspinnen sowie die Kapuzenspinnen und Zitterspinnen besitzen eine zweigliedrige Chelicere, die hier jedoch eine echte Schere bildet. Bei den Pseudoskorpionen ist die Chelicere außerdem mit den Ausgängen von Spinndrüsen und Putzkämmen (Serrulae: Serrula exterior und Serrula interior) bestückt.

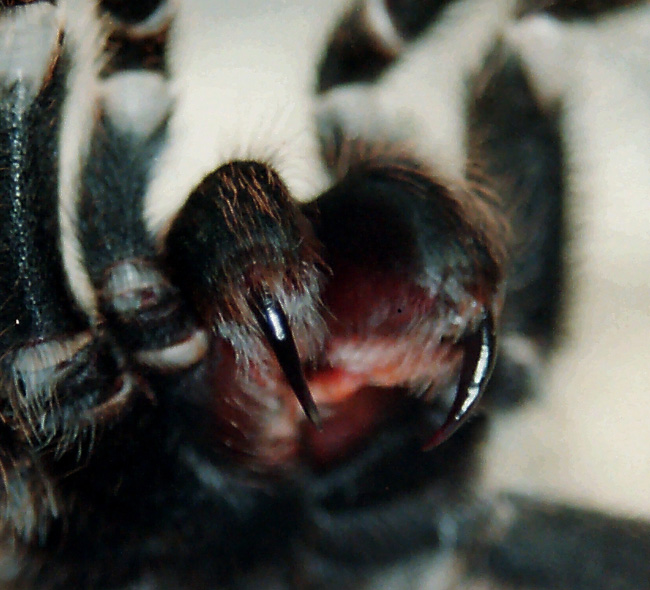
Nach vorne gerichtete Cheliceren (orthognath) einer Roten Chile-Vogelspinne (Grammostola rosea).
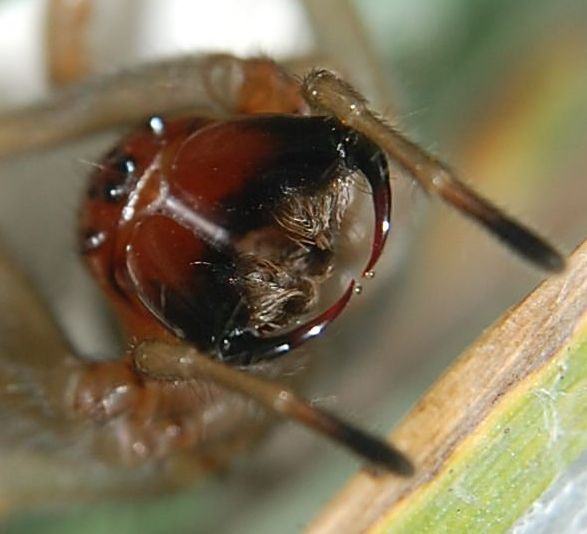
Nach innen gerichtete (labidognathe) Cheliceren des Ammen-Dornfingers (Cheiracanthium punctorium), einer Echten Webspinne. An den Enden der Klauen tritt Gift aus.
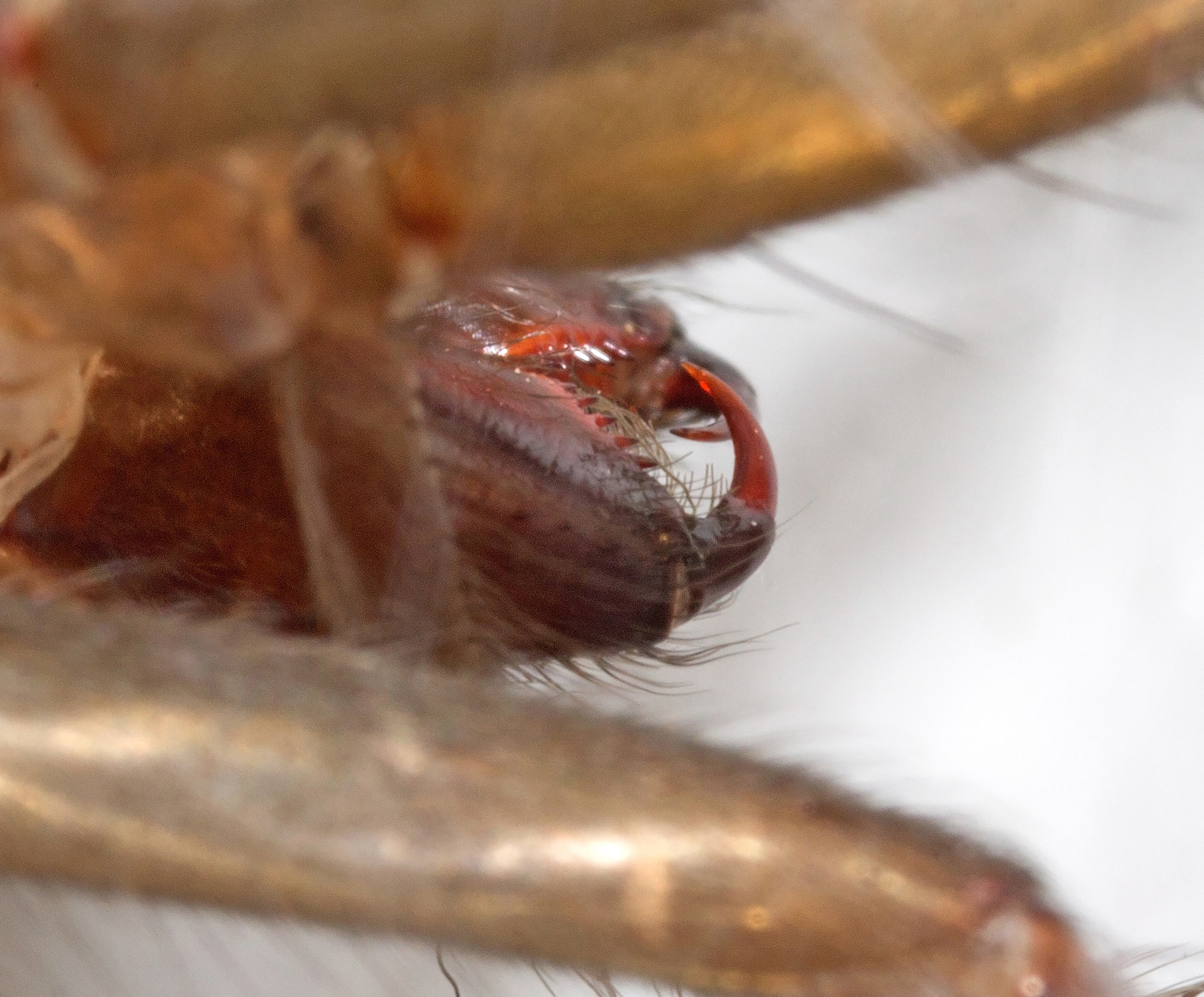
Chelicerenzähne am Rand des Grundglieds bei einer Großen Winkelspinne (Eratigena atrica).

## Belege
1. ↑  Chelizere. In: Duden online. Abgerufen am 25. Juni 2019.
2. 1 2 3 4 5 6  Peter Weygoldt: Chelicerata, Spinnentiere. In: W. Westheide, R. Rieger (Hrsg.): Spezielle Zoologie. Teil 1: Einzeller und Wirbellose Tiere. Gustav Fischer, Stuttgart/Jena 1997, S. 449.
3. ↑  Alessandro Minelli, Geoffrey Boxshall, Giuseppe Fusco: Arthropod Biology and Evolution: Molecules, Development, Morphology. Springer, 2013, ISBN 978-3-642-36160-9, S. 309–311.
4. ↑  Rainer F. Foelix: Biology of Spiders, Oxford University Press New York, 3. Ausgabe 2011, ISBN 978-0-19-973482-5. S. 22